# Joseph Aurèle de Bossi
 (septembre 2022).
Si vous disposez d'ouvrages ou d'articles de référence ou si vous connaissez des sites web de qualité traitant du thème abordé ici, merci de compléter l'article en donnant les références utiles à sa vérifiabilité et en les liant à la section « Notes et références ».
Pour les articles homonymes, voir Bossi.
Joseph Aurèle Charles de Bossi, né le 15 novembre 1758 à Turin et mort le 20 janvier 1823 à Paris, est un homme politique et poète français.

## Biographie
Bossi étudie le droit sous le professeur Carlo Denina, dont il devient l’ami. S’occupant en même temps de littérature, il donne, dès l’âge de 18 ans deux tragédies, les Circassiens et Rhea-Sylvia, qui sont bien accueillies. Ensuite, il publie des Odes sur les réformes de Joseph II, sur la mort du jeune prince de Brunswick, sur l’indépendance américaine, la pacification de la Hollande, qui accroissent sa réputation de poète, mais les sentiments philosophiques contenus déplaisent à la cour de Turin, et nuisent d’abord à son avancement. Cependant il est nommé secrétaire de légation à Gênes, puis sous-secrétaire d’état aux affaires étrangères, avant d’être chargé d’affaires auprès de la cour de Russie, où il demeure jusqu’à la signature de l’armistice de Cherasco du 28 avril 1796, entre la Sardaigne et la France, époque à laquelle le tsar Paul Ier lui donne l’ordre de quitter la Russie.
Lorsque les Français envahissent l’Italie en 1796, il se montre disposé à les servir, et il participe aux négociations du traité de Campo-Formio. En 1799, le général Joubert le nomme membre du gouvernement provisoire de Piémont, comme sous-secrétaire des Affaires étrangères. Après la bataille de Marengo, il passe en Hollande pour y remplir les fonctions de résident. Lorsqu’il apprend la cession qui vient d’être faite à la France des états du Piémont, il se rend à Turin, et détermine les chefs du parti italien en faveur de la réunion. Les Austro-Russes ayant pénétré en Italie, il se retire dans les vallées des Alpes, où il reçoit l’hospitalité la plus généreuse. C'est pour reconnaitre cet accueil que Bossi signale son entrée dans le gouvernement par un acte qui rend aux Vaudois l’entière liberté de leur culte.
Il contribue beaucoup à la réunion définitive du Piémont à la France, et le premier consul lui en témoigne sa satisfaction par une lettre flatteuse ; néanmoins il se borne à le nommer son résident en Moldavie. Bossi, qui s’attend à être employé dans l’administration, refuse et sera oublié pendant 18 mois. Au bout de ce temps il est appelé à la préfecture de l’Ain en 1805, ensuite à celle de la Manche du 12 février 1810 jusqu’au 16 juillet 1815.
Créé baron de l’Empire par Napoléon le 9 mars 1809, Louis XVIII le maintient dans ses fonctions, à la Restauration, et lui accorde des lettres de naturalisation, mais son empressement à faire reconnaitre Bonaparte, lors de son retour de l’Île d’Elbe, le fait destituer.
Après avoir voyagé quelque temps dans le nord de l’Europe, il se fixe au 14 rue Saint-Martin (ancien 5e arrondissement de Paris), où il meurt. Officier de la Légion d'honneur[Quand ?], il est inhumé au Père Lachaise, dans la 13e division.
D’Anne Spanzotti, épousée le 5 novembre 1806 à Bourg-en-Bresse, il a eu une fille prénommée Héloïse, née le 14 juillet 1809 à Bourg-en-Bresse, qui s’est mariée en premières noces avec Eugène Leroux. Veuve, elle se remarie en secondes noces avec César-Maurice de la Tour d'Auvergne, et fait construire le Carmel du Pater Noster à Jérusalem.
Ses poésies ont été recueillies, Turin, 1801, 3 petits vol., et réimprimées à Londres en 1814 à 50 exemplaires seulement, avec un poème intitulé Oromasia, et dont le sujet est la Révolution française. Malgré l’indépendance de l’auteur, ce poème est tout en faveur de Bonaparte. On y trouve de la force dans les idées, mais la versification en est peu brillante, et l’effet général monotone. Ces deux éditions ont été publiées sous les noms anagrammatiques d’« Albo Crisso ».

## Sources
- Antoine-Vincent Arnault, Étienne de Jouy et Jacques Marquet de Norvins, Biographie nouvelle des contemporains : ou Dictionnaire historique et raisonné de tous les hommes qui, depuis la révolution française, ont acquis de la célébrité par leurs actions, leurs écrits, leurs erreurs ou leurs crimes, soit en France, soit dans les pays étrangers, précédée d'un tableau par ordre chronologique des époques célèbres et des événemens remarquables, tant en France qu’à l'étranger, depuis 1787 jusqu’à ce jour, et d’une table alphabétique des assemblées législatives, à partir de l’assemblée constituante jusqu’aux dernières chambres des pairs et des députés, t. 3, Paris, Librairie historique, 1821 (lire en ligne), p. 302-6.